# 普羅庫普列
普羅庫普列（塞尔维亚语：／）是塞爾維亞的一座城市。據2011年的人口普查，有人口27,163人。普羅庫普列整個行政區的人口有43,631人。在古羅馬時期這裡就已經有都市。奧斯曼帝國曾統治過這裡。塞爾維亞擺脫土耳其統治后這裡屬塞爾維亞。市內有新石器時代早期定居點的遺跡，色雷斯人曾在此居住。斯拉夫人在6世紀來到這裡。普羅庫普列在戰後發展為工業都市。2008年7月，市內發現了羅馬時期的溫泉遺跡。市內的主要人口是塞爾維亞人。

## 外部連結
- http://www.prokuplje.org.rs Portal Opstine Prokuplje （页面存档备份，存于）
- www.prokuplje.info Internet portal Prokuplje Cafe
- www.prokuplje-forum.com Prokupacki diskusioni forum
- www.prokupcani.org Site of the association of Prokuplje citizens in Belgrade
- Viktor Kosteski （页面存档备份，存于）